# Acanthodiscus
Acanthodiscus – rodzaj amonita.
Żył w okresie kredy (hoteryw). Jego skamieniałości znaleziono w Argentynie (w prowincji Neuquén) oraz na Półwyspie Antarktycznym.
Gatunki:
- A. octagonus
- A. ottmeri
- A. radiatus
- A. rollieri
- A. schmidtii
- A. subradiatus